# Marcus Ericsson
Marcus Ericsson (* 2. září 1990 Kumla, Švédsko) je švédský automobilový závodník a bývalý jezdec Formule 1. Po úspěšném začátku závodní kariéry v roce 2007 v British Formula BMW za tým Fortec Motorsport, závodil za Britský tým Britské formule 3. Poté, co dokončil sezónu jako jeden z nejlepších nováčků se přesunul do Japonské Formule 3, kde získal titul hned ve své první sezóně. V roce 2010, závodil v sérii GP2, kde získal v týmu Super Nova Racing jedno vítězství. V letech 2011 a 2012 závodil za tým iSport, v roce 2013 pak stále v GP2 za DAMS. V roce 2014 debutoval ve Formuli 1 za tým Caterham. V současnosti působí jako rezervní jezdec týmu Alfa Romeo ve Formuli 1. Jako pilot týmu Chip Ganassi Racing zvítězil 29. května 2022 v závodě 500 mil Indianapolis.

## Formule 1

### Caterham (2014)
Dne 21. ledna 2014 bylo oznámeno, že se Ericsson spolu s Kamuiem Kobajašim stane jezdcem týmu Caterham. Při svém debutu ve Velké ceně Austrálie se kvalifikoval na dvacátém místě. Závod nedokončil kvůli problémům s tlakem oleje. V Malajsii se kvalifikoval jako poslední, v závodě však dokázal překonat svého soupeře Maxe Chiltona a skončil na předposledním čtrnáctém místě. Při kvalifikaci na Velkou cenu Monaka došlo ke kolizi mezi Ericsson a Felipem Massou. Ericsson dostal 2 trestné body a musel startovat z boxové uličky. V závodě skončil na jedenáctém místě a těsně přišel o první body Caterhamu. V sedmém kole deštivé Velké ceny Maďarska ztratil kontrolu nad svým vozem a tvrdě naboural do bariéry z pneumatik. Vyvázl nezraněn. V Singapuru dokázal porazit oba vozy Marussia a skončil na patnáctém místě. V kvalifikaci na Velkou cenu Ruska jenom těsně nepostoupil do druhé části kvalifikace. Závod se mu však nepovedl a skončil na posledním devatenáctém místě.
Dne 21. října 2014 tým Caterham upadl do nucené samosprávy a nemohl startovat ve Velké ceně USA. Ericsson však do Texasu odcestoval, aby závod spolukomentoval pro švédskou televizi. Smlouvu s Caterhamem Ericsson ukončil dne 12. listopadu. V sezóně skončil na 19. místě bez zisku jediného bodu.

### Sauber (2015–2018)

#### 2015
Po Velké ceně USA tým Sauber oznámil, že podepsal s Ericssonem smlouvu na sezónu 2015. V prvním závodě v Austrálii skončil na bodovaném osmém místě. V kvalifikaci na Velkou cenu Malajsie se mu poprvé podařilo postoupit ze třetí části kvalifikace. Do závodu odstartoval na devátém místě, ale po kolizi ve čtvrtém kole musel ze závodu odstoupit. V Číně startoval z desátého místa a na této pozici závod také dokončil. Ve Velké ceně Bahrajnu se dlouho držel na osmém místě, ale po problému s motorem skončil až na čtrnáctém místě. V evropské části se mu podařilo bodovat pouze v Maďarsku, Belgii a Itálii. V dalších závodech se mu již nepodařilo bodovat. V sezóně skončil na 18. místě s devíti body.

#### 2016
V sezóně 2016 Sauber vynechal předsezónní testování kvůli finančním potížím. První závod v Austrálii nedokončil kvůli problémům s výkonem. V Bahrajnu skončil na dvanáctém místě. Při Velké ceně Číny skončil na šestnáctém místě – čtyři místa před svým týmovým kolegou Felipem Nasrem. V Rusku se dokázal vzpamatovat z kolize v prvním kole a skončil na čtrnáctém místě. Při Velké ceně Španělska se mu opět dařilo a skončil na dvanáctém místě. V Monaku musel odstoupit po kolizi se svým týmovým kolegou a v dalším závodě v Kanadě musel kvůli opravám startovat z boxové uličky. Po úpravách vozu musel startovat také v Maďarsku z boxové uličky. V Singapuru se mu podařilo postoupit do druhé části kvalifikace a startoval šestnáctý. V závodě byl blízko k zisku prvních bodů, ale po strategické chybě týmu skončil až na sedmnáctém místě. Při Velké ceně Mexika skončil na jedenáctém místě. Závod v Brazílii po kolizi nedokončil a v Abú Zabí skončil na patnáctém místě. Za celou sezónu nezískal jediný bod a skončil na 20. místě.

#### 2017
Hned první závod v Austrálii nedokončil kvůli problémům s hydraulikou. V Číně se kvalifikoval na čtrnáctém místě a závod dokončil na patnáctém místě. Kvůli problému s převodovkou nedokončil závod v Bahrajnu. Ve Velké ceně Ruska poprvé porazil svého týmového kolegu Pascala Wehrleina, když skončil na patnáctém místě. Nejlepší výsledek a to jedenácté místo zaznamenal ve Španělsku a v Ázerbájdžánu. Za celou sezónu opět nedokázal získat jediný bod a skončil na 20. místě.

#### 2018
I v sezóně 2018 si Ericsson udržel své místo v Sauberu. Jeho novým týmovým kolegou se stal Charles Leclerc. Ve Velké ceně Bahrajnu skončil na devátém místě a získal své první body od Velké ceny Itálie v roce 2015. Poté dokázal bodovat i v Rakousku, Německu, Belgii, USA a Mexiku. Ve druhém tréninku před Velkou cenou Itálie měl v první zatáčce kvůli závadě na DRS nehodu ve vysoké rychlosti. Jeho vozidlo se několikrát otočilo a skončilo zcela zdemolované. Ericsson vyvázl bez zranění. V této sezóně získal 9 bodů a skončil na 17. místě.

### Alfa Romeo (2019)
Těsně před Velkou cenou Ruska bylo oznámeno, že Ericssona v týmu Sauber nahradí od sezóny 2019 Antonio Giovinazzi. Ericsson však u přejmenovaného týmu Sauber zůstal jako rezervní jezdec.

## Kompletní výsledky ve Formuli 1
| Legenda k tabulce | Legenda k tabulce                                                                       |
| Barva             | Výsledek                                                                                |
| ----------------- | --------------------------------------------------------------------------------------- |
| Zlatá             | Vítěz                                                                                   |
| Stříbrná          | 2. místo                                                                                |
| Bronzová          | 3. místo                                                                                |
| Zelená            | Bodované umístění                                                                       |
| Modrá             | Nebodované umístění                                                                     |
| Modrá             | Dokončil neklasifikován (NC)                                                            |
| Fialová           | Odstoupil (Ret)                                                                         |
| Červená           | Nekvalifikoval se (DNQ)                                                                 |
| Červená           | Nepředkvalifikoval se (DNPQ)                                                            |
| Černá             | Diskvalifikován (DSQ)                                                                   |
| Bílá              | Nestartoval (DNS)                                                                       |
| Bílá              | Závod zrušen (C)                                                                        |
| Světle modrá      | Pouze trénoval (PO)                                                                     |
| Světle modrá      | Páteční testovací jezdec (TD)                                                           |
| Bez barvy         | Netrénoval (DNP)                                                                        |
| Bez barvy         | Vyřazen (EX)                                                                            |
| Bez barvy         | Nepřijel (DNA)                                                                          |
| Bez barvy         | Odvolal účast (WD)                                                                      |
| Bez barvy         | Nezúčastnil se (prázdné)                                                                |
| Označení          | Význam                                                                                  |
| Tučnost           | Pole position                                                                           |
| Kurzíva           | Nejrychlejší kolo                                                                       |
| †                 | Jezdec nedojel do cíle, ale byl klasifikován, protože odjel více než 90 % délky závodu. |
| ‡                 | Byl udělován poloviční počet bodů, protože bylo odjeto méně než 75 % délky závodu.      |
| Horní index       | Umístění bodujících jezdců ve sprintu                                                   |

| Rok  | Tým                       | Šasi          | Motor                           | 1       | 2       | 3       | 4      | 5      | 6       | 7       | 8       | 9      | 10      | 11      | 12     | 13      | 14      | 15      | 16      | 17     | 18      | 19     | 20      | 21      | Body | Umístění  |
| ---- | ------------------------- | ------------- | ------------------------------- | ------- | ------- | ------- | ------ | ------ | ------- | ------- | ------- | ------ | ------- | ------- | ------ | ------- | ------- | ------- | ------- | ------ | ------- | ------ | ------- | ------- | ---- | --------- |
| 2014 | Caterham F1 Team          | Caterham CT05 | Renault Energy F1‑2014 1,6 V6 t | AUS Ret | MAL 14  | BHR Ret | CHN 20 | ESP 20 | MON 11  | CAN Ret | AUT Ret | GBR 18 | GER 18  | HUN Ret | BEL 17 | ITA 19  | SIN 15  | JPN 17  | RUS 19  | USA    | BRA     | ABU    |         |         | 0    | 19. místo |
| 2015 | Sauber F1 Team            | Sauber C34    | Ferrari 059/4 1.6 V6            | AUS 8   | MAL Ret | CHN 10  | BHR 14 | ESP 14 | MON 13  | CAN 14  | AUT 13  | GBR 11 | HUN 10  | BEL 10  | ITA 9  | SIN 11  | JPN 14  | RUS Ret | USA Ret | MEX 12 | BRA 16  | ABU 14 |         |         | 9    | 18. místo |
| 2016 | Sauber F1 Team            | Sauber C35    | Ferrari 061 1.6 V6              | AUS Ret | BAH 12  | CHN 16  | RUS 14 | ESP 12 | MON Ret | CAN 15  | EUR 17  | AUT 15 | GBR Ret | HUN 20  | GER 18 | BEL Ret | ITA 16  | SIN 17  | MAL 12  | JPN 15 | USA 14  | MEX 11 | BRA Ret | ABU 15  | 0    | 22. místo |
| 2017 | Sauber F1 Team            | Sauber C36    | Ferrari 061 1.6 V6              | AUS Ret | CHN 15  | BHR Ret | RUS 15 | ESP 11 | MON Ret | CAN 13  | AZE 11  | AUT 15 | GBR 14  | HUN 16  | BEL 16 | ITA 18† | SIN Ret | MAL 18  | JPN Ret | USA 15 | MEX Ret | BRA 13 | ABU 17  |         | 0    | 20. místo |
| 2018 | Alfa Romeo Sauber F1 Team | Sauber C37    | Ferrari 063 1.6 V6              | AUS Ret | BAH 9   | CHN 16  | AZE 11 | ESP 13 | MON 11  | CAN 15  | FRA 13  | AUT 10 | GBR Ret | GER 9   | HUN 15 | BEL 10  | ITA 15  | SIN 11  | RUS 13  | JPN 12 | USA 10  | MEX 9  | BRA Ret | ABU Ret | 9    | 17. místo |